# Mike Peters (Trompeter)
Mike Peters (* 1933 in London; † Februar oder März 2023) war ein britischer Jazzmusiker (Trompete).

## Leben und Wirken
Peters wurde als Sohn eines Eisenwarenhändlers in Harrow im Nordwesten Londons geboren und begann sich im Alter von zehn Jahren mit Jazzmusik und Trompete zu beschäftigen. Erstes Vorbild war was Spiel des Trompeters Avery „Kid“ Howard über die Climax Recordings mit George Lewis und seinen New Orleans Stompers. In den 1950er Jahren leistete er beim Royal Army Pay Corps in Kure, Japan, seinen Nationaldienst ab; dort gründeten er und Barry Campbell die Jazzband Kure City New Orleans Jazz Band.
Nach seiner Rückkehr nach Großbritannien wurde Peters zu einem bekannten Gesicht in der Trad-Jazz-Szene. Er trat zunächst Brian Wrights Magna-Jazzband bei, verbrachte dann Zeit mit Graham Stewarts New Orleans-Band, und spielte dann hauptsächlich Tourneen und Residenzen in Deutschland und in England mit Terry Lightfoot and His Jazzmen (More Trad, 1957). Im selben Jahr nahm er unter eigenem Namen (Mike Peters' Jazzmen, London 1957) eine erste EP auf, mit Standards wie „Willie the Weeper“ und „Dippermouth“. Seine eigenen Bands folgten in mehreren Inkarnationen, darunter Mike Peters Florida Jazzband, Mike Peters Jazzmen und in späteren Jahren die (selbstironisch benannte) Mike Peters World Famous Jazzband. In der Nähe von Mikes Wohnort Twickenham im Südwesten Londons spielte er regelmäßig im Eel Pie Island Hotel, außerdem weiterhin mit seiner Band, bis 2010 ein Schlaganfall eine Musikerkarriere beendete. Im Bereich des Jazz war er laut Tom Lord zwischen 1957 und 1993 an acht Aufnahmesessions beteiligt, auch mit Graham Stewart, Sarah Spencer’s Rue Conti Jazz Band und mit Milton Batiste with the Rue Conti Jazz Band.
Als professionellem Fotografen gelang es Peters neben seiner Tätigkeit als Musiker, das Treiben in den 1960er Jahren in Beatnik- und Hippie-Treffpunkten zu dokumentieren, wo er auch die zentralen Personen des britischen Trad-Jazz fotografierte. Er fotografierte auch Musiker, die an der Geburt des britischen Rockblues beteiligt waren, einschließlich früher Auftritte der Rolling Stones.